# 圣克里斯托瓦尔-德库埃利亚尔
圣克里斯托瓦尔-德库埃利亚尔，是西班牙卡斯蒂利亚-莱昂塞戈维亚省的一个市镇。 总面积15平方公里，总人口209人（2001年），人口密度14人/平方公里。